# Jan Mazur (ur. 1948)
Jan Marcin Mazur (ur. 2 stycznia 1948 w Deszkowicach) – polski ksiądz katolicki, kanonik honorowy kapituły katedralnej w Szczecinie, doktor teologii moralnej, w latach 1978–1989 działacz czynnej opozycji.
W 1971 ukończył studia w Wyższym Seminarium Duchownym w Paradyżu. 20 czerwca z rąk bpa Jerzego Stroby przyjął święcenia kapłańskie 1971 r. Msza prymicyjna odbyła się w Kościele pw. Królowej Korony Polskiej w Szczecinie dnia 27 czerwca 1971 roku, kaznodzieją prymicyjnym był ks. infułat Roman Kostynowicz, wieloletni diecezjalny konserwator zabytków. W 1977 absolwent Akademii Teologii Katolickiej (obecnie: Uniwersytet Kardynała Stefana Wyszyńskiego). W końcu listopada 1977 roku ks. Jan Marcin Mazur wyjechał na studia do Louvain w Belgii. Podjął tam seminarium doktoranckie prowadzone przez ks. prof. Philippe Delhaye. Temat rozprawy doktoranckiej brzmiał: „Les problemes moraux de la culture daus l'optique de Vatican II"/ Moralne problemy kultury w optyce soboru watykańskiego II/ Pracę obronił 23 marca 1982 roku uzyskując stopień naukowy doktora nauk teologicznych na Katolickim Uniwersytecie w Louvain.
W latach 1971–1985 wikariusz w parafiach w: Kamieniu Pomorskim, Stargardzie Szczecińskim i Szczecinie, w latach 1985–2007 pełnił funkcję proboszcza w parafii Chrystusa Króla w Szczecinie. Krótko po objęciu probostwa parafii pw. Chrystusa Króla, bp. K. Majdański mianował ks. Mazura diecezjalnym duszpasterzem inteligencji i środowisk twórczych. Od 1982 do 2004 wykładał teologię moralną Wyższym Seminarium Duchownym w Szczecinie, od 2001 wykładowca etyki w Pomorskiej Akademii Medycznej, w której w latach 2002–2008 był członkiem Komisji Bioetycznej. Od 2008 roku ze względów zdrowotnych złożył niemal wszystkie urzędy kościelne, pozostając duszpasterzem środowisk twórczych oraz honorowym kanonikiem kapituły katedralnej w Szczecinie 